# Bělgorodská oblast
Bělgorodská oblast (rusky Белгородская область [b’jelgarodskaja oblasť]) je oblast a federální subjekt Ruské federace. Oblast leží v Centrálním federálním okruhu  na západě Ruska na hranici s Ukrajinou. Hlavním městem je Bělgorod. Na ploše 27 100 km² zde žije 1 513 000 obyvatel, z toho 66 % ve městech. Oblast má na ruské poměry relativně vysokou hustotu zalidnění – 55,8 osob/km².
Oblast je významným zemědělským územím; jsou zde také zásoby železné rudy. Prochází tudy hlavní železniční a silniční tah Moskva – Charkov – Krym.

## Dějiny
Původní staroruská sídla na území dnešní Bělgorodské oblasti byly v 13. století vypleněny Tatary. V 17. století vedla územím oblasti obranná bělgorodská linie na jižních hranicích ruského carství proti Krymským Tatarům (systém pevností a záseků od řeky Vorskly při Ochtyrce až po dnešní Mičurinsk). Obyvatelstvo se většinou skládalo z bývalých nevolníků, kteří utekli od feudálního útlaku, a z kozáků. V hospodářství převládalo rolnictvo a řemeslná výroba.
Správní obvod s centrem v Bělgorodu existoval v 18. století jako podstatně větší Bělgorodská gubernie Ruského impéria (1727–1779). Po brestlitevském míru území této oblasti připadlo Ukrajinskému státu. Bělgorodská oblast vznikla při administrativní reformě Sovětského svazu v roce 1954 vyčleněním rajónů Kurské a Voroněžské oblasti.
V průběhu rusko-ukrajinské války byla Bělgorodská oblast jednou z těch, odkud vpadly v únoru 2022 na Ukrajinu ruské invazní jednotky. Naopak v květnu 2023 se sama stala cílem omezeného pozemního útoku, když z ukrajinského území zaútočily údajné ruské opoziční partyzánské jednotky směrem na Grajvoron. Operace se účastnili také polští dobrovolníci. Nejostřejší boje proběhly kolem města Šebekino.
Dne 12. srpna 2024 se ruské úřady kvůli aktivitám ukrajinské armády v Kurské oblasti rozhodly evakuovat příhraniční oblasti Bělgorodské oblasti, které sousedí s Ukrajinou.

## Oblastní symboly

### Vlajka
Vlajka Bělgorodské oblasti je tvořena listem o poměru stran 2:3 rozdělený modrým, přímým křížem na bílé, zelené, červené a černé pole. V prvním, bílém poli je umístěn znak oblasti. Ramena jsou široká 1/11 šířky listu, znak je vysoký 1/3 šířky listu.

## Geografie
Oblast sousedí s Kurskou oblastí na severu, s Voroněžskou na východě, na západě a jihu pak se Sumskou, Charkovskou a Luhanskou oblastí Ukrajiny. Povrch tvoří mírná pahorkatina (Středoruská vysočina) se střední nadmořskou výškou okolo 200 m, nejvyšší bod má 277 m. Největšími řekami jsou Severní Doněc a do něj se vlévající Oskol v povodí Donu; do Dněpru se naopak vlévá řeka Vorskla a Psel. Je zde úrodná černozem.

## Národnostní složení
- Rusové 1 404 000 (93 %)
- Ukrajinci 57 800 (4 %)
- Arméni 7 800 (0,52 %)
- Bělorusové 4 900 (0,33 %)
- Ázerbájdžánci 4 500 (0,3 %)
- Turci 4 000 (0,27 %)
- Tataři 3 400 (0,24 %)
- Němci 2 200 (0,15 %)
- Moldavané 2 000 (0,13)

## Města
Bělgorodská oblast se dělí na 21 rajónů; k roku 2020 je zde 6 měst oblastního významu, 5 další rajónních měst, 18 sídel městského typu a 1574 vesnic.

### Města a sídla městského typu nad 7000 obyvatel

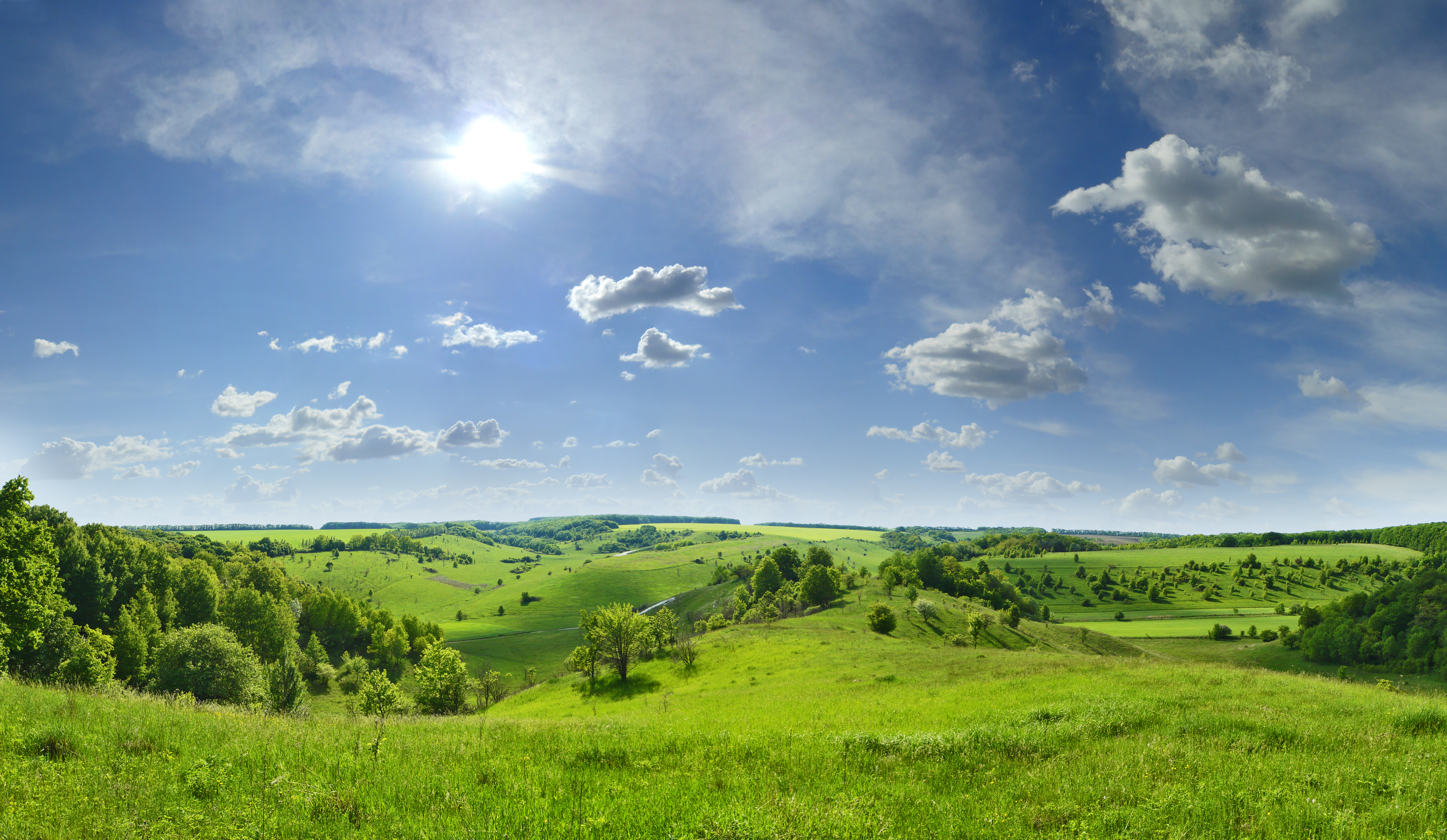
Typická krajina

odhad k 1. 1. 2021
| Bělgorod (Белгород)         | 343 931 ▼ | Rakitnoje (Ракитное)            | 10 048 ▼ |
| Staryj Oskol (Старый Оскол) | 221 676 ▼ | Roveňki (Ровеньки)              | 10 939 ▲ |
| Gubkin (Губкин)             | 85 225 ▼  | Prochorovka (Прохоровка)        | 9 790 ▲  |
| Šebekino (Шебекино)         | 39 680 ▼  | Severnyj (Северный)             | 24 700 ▲ |
| Alexejevka (Алексеевка)     | 36 578 ▼  | Proletarskij (Пролетарский)     | 9 040 ▲  |
| Valujki (Валуйки)           | 33 032 ▼  | Tomarovka (Томаровка)           | 7 394 ▼  |
| Stroitěl (Строитель)        | 23 780 ▼  | Birjuč (Бирюч)                  | 7 114 ▼  |
| Novyj Oskol (Новый Оскол)   | 18 359 ▼  | Krasnaja Jaruga (Красная Яруга) | 7 957 ▲  |
| Razumnoje (Разумное)        | 28 192 ▲  | Ivňa (Ивня)                     | 7 134 ▲  |
| Čerňanka (Чернянка)         | 14 896 ▲  | Majskij (Майский)               | 14 143 ▲ |
| Borisovka (Борисовка)       | 12 553 ▼  | Okťabrskij (Октябрьский)        | 8 785 ▲  |
| Volokonovka (Волоконовка)   | 10 426 ▲  | Vejdělevka (Вейделевка)         | 7 347 ▲  |